# Уряд Тихомира Орешковича
Уряд Тихомира Орешковича (хорв. Trinaesta Vlada Republike Hrvatske «тринадцятий уряд Республіки Хорватія») — 13-й уряд Хорватії, утворений за наслідками парламентських виборів 2015 року.

## Особливості
Цей уряд запам'ятався найдовшим у хорватській історії переговорним процесом у справі його утворення, який тривав рекордні 76 днів.
Уряд також відзначився тим, що повноцінно працював лише 5 місяців, оскільки 16 червня 2016 року парламент Хорватії з ініціативи ХДС висловив йому вотум недовіри 125 голосами депутатів, при цьому 15 були «проти», а 2 утрималися. Далі міністри цього уряду працювали як виконувачі обов'язків, доки не розпочав роботу новий, вже 14-ий за ліком, уряд, сформований за результатами дострокових виборів.
Це був перший хорватський уряд, керівник якого не належав ні до якої партії. Він також налічував найбільшу кількість безпартійних міністрів: 6 осіб.
Уряд Тихомира (Тіма) Орешковича був також відомий як «команда Тіма» (гра слів: англ. Tim's Team).

## Склад
23 січня 2016 ввечері парламент Хорватії схвалив новий правоцентристський, християнсько-консервативний уряд — перший після вступу країни в ЄС. Його більшість міністрів активно сповідує католицькі цінності.
Головні завдання нового уряду — зупинити збільшення державного боргу, скоротити масштаби безробіття і сприяти зростанню економіки, яке вже спостерігалося в 2015 році після шістьох років спаду. Прем'єр Орешкович заявив, що уряд інвестуватиме в енергетику, туризм та інфраструктуру, частково спираючись на кошти від ЄС — близько 1 млрд євро.
Міністром закордонних справ у цьому уряді став 47-річний дипломат Міро Ковач, який до 2013 року п'ять років поспіль обіймав посаду посла Хорватії у Німеччині.

### Прем'єр і віце-прем'єри
| Міністр            | Партія     | Посада              | Строк повноважень |
| ------------------ | ---------- | ------------------- | ----------------- |
| Тихомир Орешкович  | незалежний | прем'єр-міністр     | з 22 січня 2016   |
| Томіслав Карамарко | ХДС        | перший віце-прем'єр | з 22 січня 2016   |
| Божо Петров        | МОСТ       | віце-прем'єр        | з 22 січня 2016   |

## Кабінет міністрів
| - Хорватський демократичний союз | 11 |
| - Незалежні                      | 7  |
| - Міст незалежних списків        | 2  |

| Логотип                            | Міністерство | Міністр                                                  | Фото            | Час на посаді  | Час на посаді   | Партія | Партія     | Вебсайт                                          |
| ---------------------------------- | --- | -------------------------------------------------------- | --------------- | -------------- | --------------- | ------ | ---------- | ------------------------------------------------ |
|                                    | Міністерство будівництва і територіального планування (Ministarstvo graditeljstva i prostornog uređenja)                       | Ловро Кущевич (Lovro Kuščević)                           |                 | 22 січня 2016  | 19 жовтня 2016  |        | HDZ        | [Архівовано 12 вересня 2020 у Wayback Machine.]  |
|                                    | Міністерство у справах ветеранів (Ministarstvo hrvatskih branitelja)                                                           | Весна Надж (Vesna Nađ)                                   |                 | 28 січня 2016  | 21 березня 2016 |        | SDP        | [Архівовано 19 грудня 2014 у Wayback Machine.]   |
| Мійо Црноя (Mijo Crnoja)           | Міністерство у справах ветеранів (Ministarstvo hrvatskih branitelja)                                                           |                                                          | 22 січня 2016   | 28 січня 2016  |                 | HDZ    |            | [Архівовано 19 грудня 2014 у Wayback Machine.]   |
| Томіслав Медведь (Tomislav Medved) | Міністерство у справах ветеранів (Ministarstvo hrvatskih branitelja)                                                           |                                                          | 21 березня 2016 | 19 жовтня 2016 |                 | HDZ    |            | [Архівовано 19 грудня 2014 у Wayback Machine.]   |
|                                    | Міністерство внутрішніх справ (Ministarstvo unutarnjih poslova Republike Hrvatske)                                             | Влахо Орепич (Vlaho Orepić)                              |                 | 22 січня 2016  | 19 жовтня 2016  |        | незалежний |                                                  |
|                                    | Міністерство державного управління (Ministarstvo uprave)                                                                       | Дубравка Юрлина Алібегович (Dubravka Jurlina Alibegović) |                 | 22 січня 2016  | 19 жовтня 2016  |        | незалежний | [Архівовано 9 січня 2018 у Wayback Machine.]     |
|                                    | Міністерство екології й охорони природи (Ministarstvo zaštite okoliša i energetike)                                            | Славен Добрович (Slaven Dobrović)                        |                 | 22 січня 2016  | 19 жовтня 2016  |        | MOST       | [Архівовано 12 вересня 2020 у Wayback Machine.]  |
|                                    | Міністерство економіки (Ministarstvo gospodarstva, podruzeništva i obrta)                                                      | Томіслав Паненич (Tomislav Panenić)                      |                 | 22 січня 2016  | 19 жовтня 2016  |        | MOST       | [Архівовано 25 липня 2012 у Wayback Machine.]    |
|                                    | Міністерство закордонних і європейських справ (Ministarstvo vanjskih i europskih poslova)                                      | Міро Ковач (Miro Kovač)                                  |                 | 22 січня 2016  | 19 жовтня 2016  |        | HDZ        |                                                  |
|                                    | Міністерство культури (Ministarstvo kulture)                                                                                   | Златко Гасанбегович (Zlatko Hasanbegović)                |                 | 22 січня 2016  | 19 жовтня 2016  |        | HDZ        | [Архівовано 31 грудня 2017 у Wayback Machine.]   |
|                                    | Міністерство морських справ, транспорту та інфраструктури (Ministarstvo pomorstva, prometa i infrastrukture)                   | Олег Буткович (Oleg Butković)                            |                 | 22 січня 2016  | 19 жовтня 2016  |        | HDZ        | [Архівовано 17 липня 2013 у WebCite]             |
|                                    | Міністерство науки, освіти та спорту (Ministarstvo znanosti i obrazovanja)                                                     | Предраг Шустар (Predrag Šustar)                          |                 | 22 січня 2016  | 19 жовтня 2016  |        | HDZ        | [Архівовано 6 січня 2018 у Wayback Machine.]     |
|                                    | Міністерство оборони (Ministarstvo obrane)                                                                                     | Йосип Булєвич (Josip Buljević)                           |                 | 22 січня 2016  | 19 жовтня 2016  |        | HDZ        | [Архівовано 8 грудня 2010 у Wayback Machine.]    |
|                                    | Міністерство охорони здоров'я (Ministarstvo zdravstva)                                                                         | Даріо Накич (Dario Nakić)                                |                 | 22 січня 2016  | 19 жовтня 2016  |        | HDZ        | [Архівовано 5 липня 2017 у Wayback Machine.]     |
|                                    | Міністерство праці та пенсійної системи (Ministarstvo rada i mirovinskog sustava)                                              | Нада Шикич (Nada Šikić)                                  |                 | 22 січня 2016  | 19 жовтня 2016  |        | HDZ        | [Архівовано 21 грудня 2017 у Wayback Machine.]   |
|                                    | Міністерство підприємництва і торгівлі (Ministarstvo poduzetništva i obrta)                                                    | Дарко Хорват (Darko Horvat)                              |                 | 22 січня 2016  | 19 жовтня 2016  |        | HDZ        |                                                  |
|                                    | Міністерство регіонального розвитку та європейського фінансування (Ministarstvo regionalnoga razvoja i fondova Europske unije) | Томіслав Толушич (Tomislav Tolušić)                      |                 | 22 січня 2016  | 19 жовтня 2016  |        | HDZ        | [Архівовано 16 травня 2015 у Wayback Machine.]   |
|                                    | Міністерство соціального забезпечення і молодіжної політики (Ministarstvo demografije, obitelji, mladih i socijalne politike)  | Бернардиця Юретич (Bernardica Juretić)                   |                 | 22 січня 2016  | 19 жовтня 2016  |        | незалежна  | [Архівовано 6 січня 2018 у Wayback Machine.]     |
|                                    | Міністерство сільського господарства (Ministarstvo poljoprivrede)                                                              | Давор Ромич (Davor Romić)                                |                 | 22 січня 2016  | 19 жовтня 2016  |        | незалежний | [Архівовано 5 січня 2018 у Wayback Machine.]     |
|                                    | Міністерство туризму (Ministarstvo turizma)                                                                                    | Антон Кліман (Anton Kliman)                              |                 | 22 січня 2016  | 19 жовтня 2016  |        | HDZ        | [Архівовано 2 грудня 2011 у Wayback Machine.]    |
|                                    | Міністерство фінансів (Ministarstvo financija)                                                                                 | Здравко Марич (Zdravko Marić)                            |                 | 22 січня 2016  | 19 жовтня 2016  |        | незалежний | [Архівовано 31 грудня 2021 у Wayback Machine.]   |
|                                    | Міністерство юстиції (Ministarstvo pravosuđa)                                                                                  | Анте Шпрлє (Ante Šprlje)                                 |                 | 22 січня 2016  | 19 жовтня 2016  |        | незалежний | [Архівовано 4 листопада 2017 у Wayback Machine.] |